# Placopsidella
Placopsidella is een vliegengeslacht uit de familie van de oevervliegen (Ephydridae).

## Soorten
- P. grandis (Cresson, 1925)
- P. phaeonota Mathis, 1986